# Історія про дівчинку, яка наступила на хліб
«Історія про дівчинку, яка наступила на хліб» — український радянський анімаційний фільм, знятий у 1986 році студією Київнаукфільм. За мотивами казки Ганса Крістіана Андерсена «Дівчинка, яка наступила на хліб».

## Сюжет
Історія про маленьку самозакохану дівчинку Інге, яка постійно дивилась у дзеркало і навіть погодувати собаку не хотіла. Не хотіла вона і з однолітками грати. Перехожим вона пускала в очі сонячні зайчики, щоб вони впали. Одного разу мама попросила її віднести бабусі свіжоспечений хліб. Та погодилася з умовою, що їй дозволять одягти нові черевички, і відправилася. Щоб перейти через калюжу, вона поклала на калюжу хліб і провалилася в болото. Чаклунка Болотниця вирішує провчити Інге. Вона перетворює дівчинку на пташку і змушує її зібрати стільки зерен щоб можна було спекти хліб, який вона втоптала в грязюку. Інге збирає зерна, перетворюється назад у дівчинку і виправляється.